# Attrapp

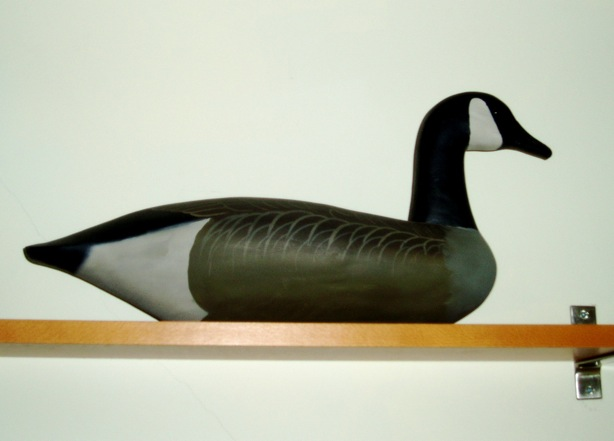
Fågelattrapp ämnad som lockbete för gåsjakt, så kallad lockfågel eller vette.

Attrapp (av franska: attrape, "fälla", "spratt") är ett föremål vars avsikt är att likna ett annat föremål, men utan att ha dess verkliga funktion eller egenskaper.
Under främst 1700- och 1800-talen kunde ordet attrapp syfta på ett spratt.

## Militärt

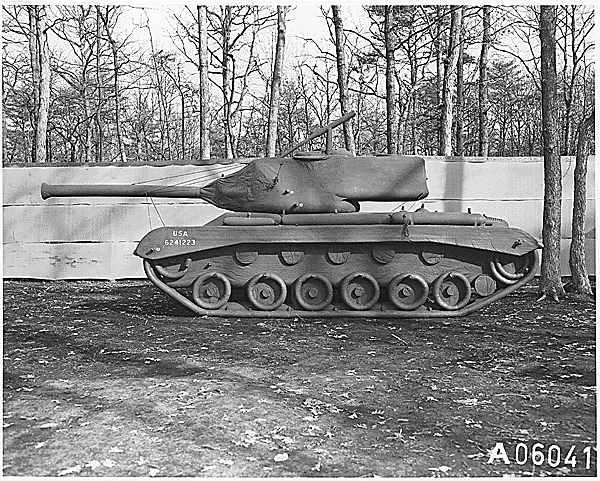
En upplåsbar skenmålsattrapp av en stridsvagn.

I militära sammanhang används ibland attrapper av fordon och dylikt som del av en krigslist, så kallade skenmål, för att försöka förvilla fienden så att de missbedömer det verkliga antalet eller positionen, och därmed avskräcks från att anfalla, eller fås att anfalla fel mål.
Attrapper förekommer även i form av ammunition för utbildning- och övningsändamål, så kallad blind ammunition.

## Ingenjörskonst
Inom ingenjörskonsten byggs så kallade projektattrapper eller "demonstrationsmodeller", skalmodeller av under-utveckling ingenjörsverk (farkoster, maskiner, system, etc) eller dess komponenter, vilka avses användas som konceptbevis och för att enkelt ge utvecklare en bild av vad som fungerar med konstruktionen och vad som behöver ändras.
Som störst byggds 1/1 modeller kallade fullskaleattrapper eller "mockup" (av engelska: mock-up, en ombildning av franska: maquette, "modell", "skiss"). Dessa kan vara fullt inredda lättviktsmodeller i plywood och dylikt, ämnade för utvecklare och konstruktörer att pröva inredningens utformning och placering, etc.
En alternativ form av fullskalemodellering som är vanlig inom bilbranschen kallas lermodellering(en) och innebär att fordonet modelleras som en solid lermodell i våt lera. Detta jämte datamodellering (modellering i dator) tillåter konstruktörer att personligt inspektera fordonets aerodynamiska utformning i egen hög person och möjliggör snabb omformning och finlir av de aerodynamiska ytorna. I modern tid används CNC-maskiner och dylikt för den grova utformning av leran, men tidigare har bilkonstruktörer eller särskilt anställda "lermodellörer" grovarbetat leran för hand.

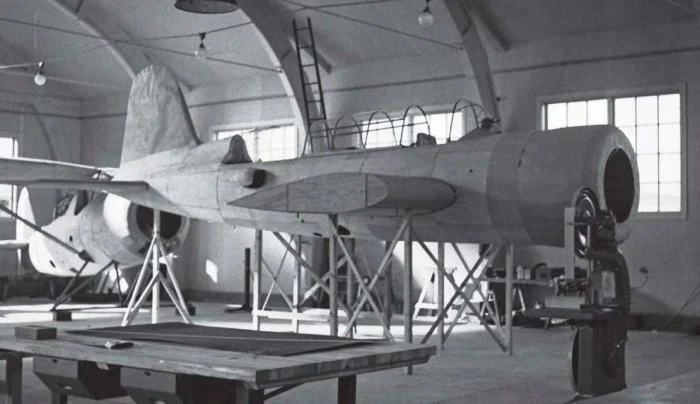
Fullskalig projekttrapp av ASJA L-10 vilken senare blev SAAB 17.
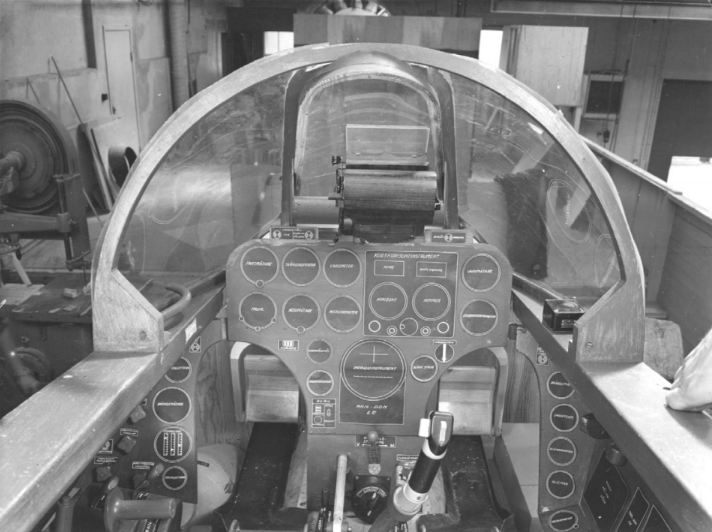
Fullskalig projekttrapp av Saab 29:s sittbrunn. Placering av främre instrumentpaneler.
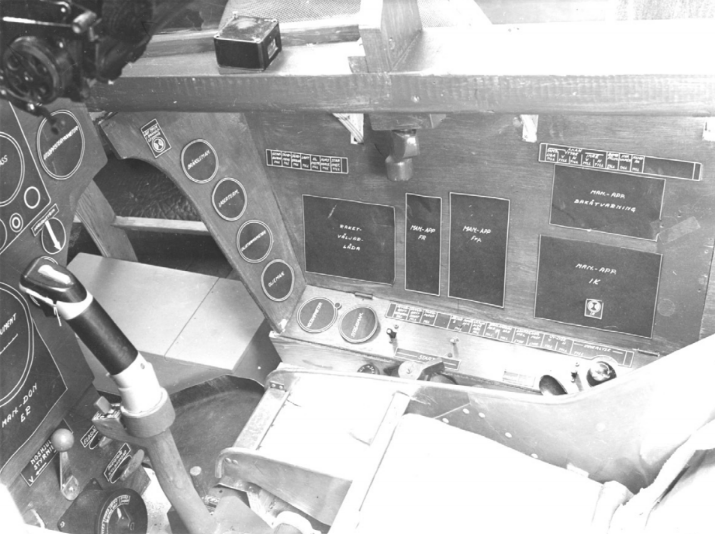
Fullskalig projekttrapp av Saab 29:s sittbrunn. Placering av höger sidas instrumentpaneler.
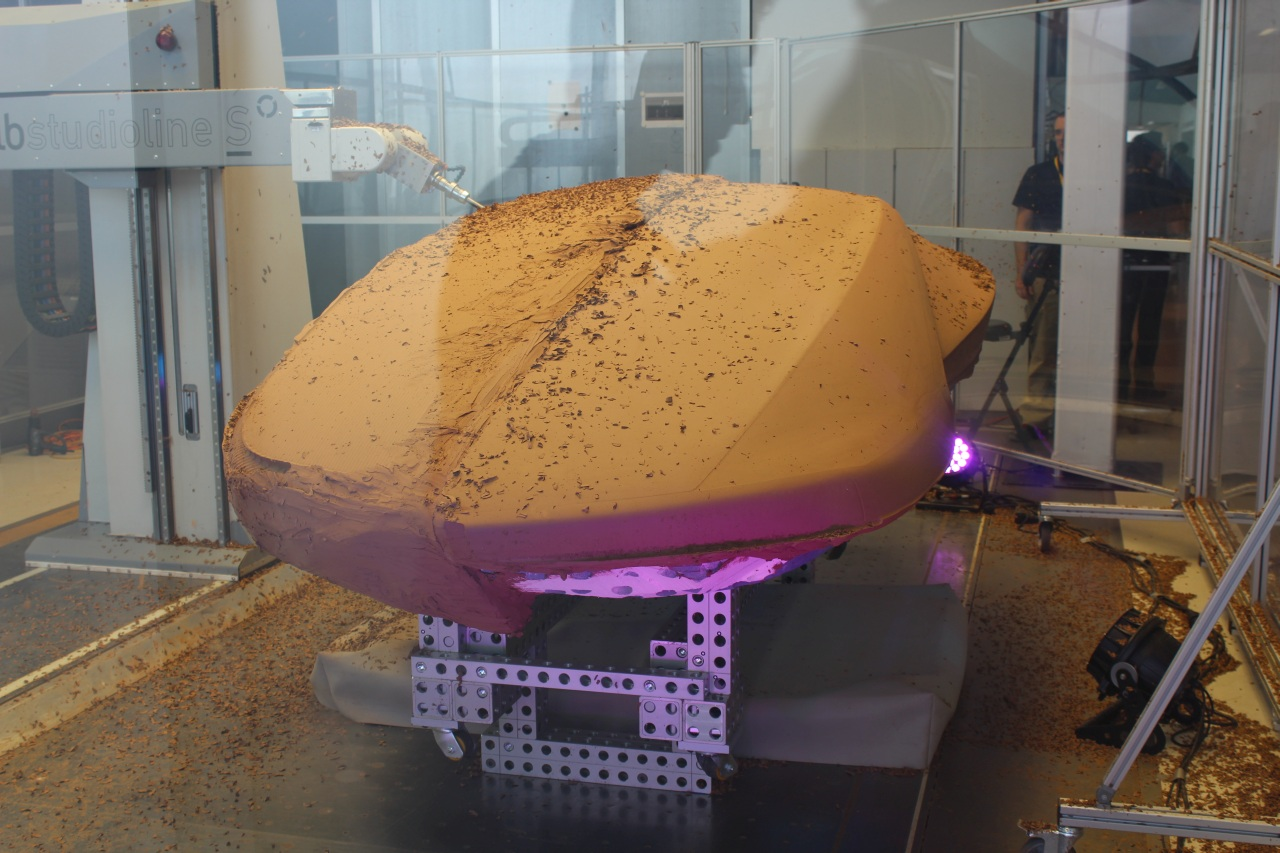
Lermodell av Opel-bil som grovformas av CNC-maskiner.
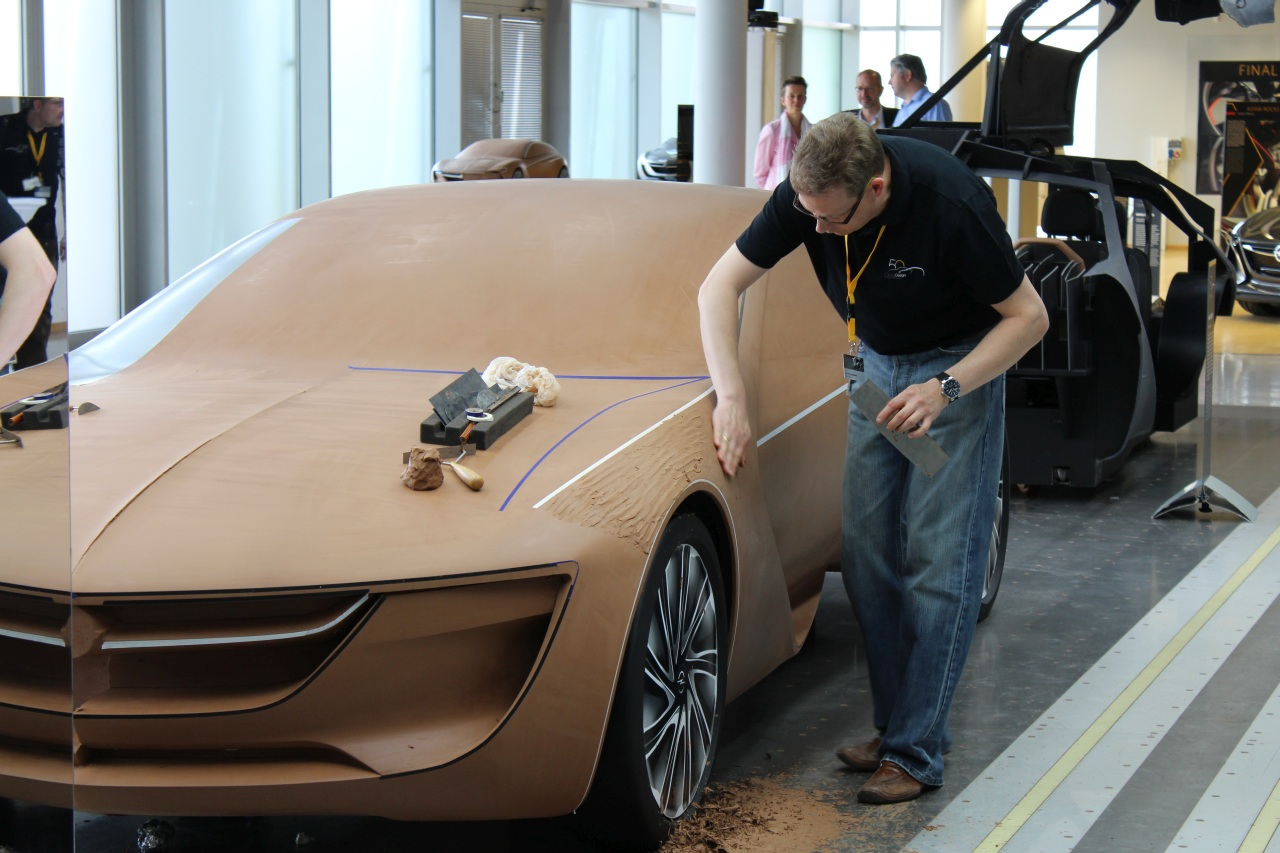
Lermodell av Opel-bil som finliras av en bilkonstruktör.